# 아돌푸스 그릴리

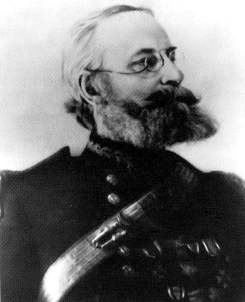
아돌푸스 그릴리

아돌푸스 워싱턴 그릴리(Adolphus Washington Greely, 1844년 3월 27일 ~ 1935년 10월 20일)는 미국의 군인이자 북극 탐험가이다.

## 젊은 시절
그릴리는 1844년 3월 27일 매사추세츠주, 뉴버리포트에서 태어났다. 두 차례의 거부 뒤, 17살의 나이로 미국 육군에 입대하였다. 남북 전쟁이 끝난 시점에 명예 진급을 하였다. 1866년에 보병대 소위로 정규군에 들어갔으며, 1877년에 소위로 진급하였다.